# Frank Gehry
Frank Owen Gehry, rođen kao Ephraim Owen Goldberg (Toronto, Kanada, 28. veljače 1929.-) kanadsko-američki arhitekt, dobitnik Pritzkerove nagrade. Poznat je po zgradama s velikim oblinama, često prekrivenim sjajnim metalima, od kojih su mnoge su postale turističke atrakcije. 

## Životopis
Frank Gehry je rođen u Torontu, u roditelja koji su bili poljski Židovi. Kao dijete bio je kreativan, a njegovu je kreativnost poticala baka Caplan s kojom je izrađivao razne predmete od komadića drveta. Godine 1947. seli se u Kaliforniju gdje radi kao vozač kamiona.
Godine 1951. završio je studij arhitekture na University of Southern California God. 1952. oženio je Anitu Snyder, koja mu je savjetovala da promijeni ime. Zajedno imaju dvije kćerke, a razveli su se 1966. god.
Od 1956. do 1957. godine studirao je urbanizam na „Graduate School of Design“ na Harvardskom sveučilištu. Potom je dvije godine radio u uredu Welton Becket & Associates u Los Angelesu (1957. – 58.), a zatim kod arhitekta Victora Gruena. God. 1961. god. kod Andréa Remonda u Parizu.
Godine 1962. osnovao je svoju tvrtku Frank O. Gehry Associates u Los Angelesu. Njegovi prvi projekti su bili trgovački centri i slična trgovačka zdanja. Tijekom 1970-ih ostvario je suradnju sa suvremenim umjetnicima iz Los Angelesa, koji su snažno utjecali na njegov stil. Prva građevina u njegovom eksperimentalnom stilu bila je njegova osobna kuća u Santa Monici 1979. godine, Kuća Gehry, koju je izgradio za svoju novu obitelj nakon druge ženidbe 1975. god. U njoj još uvijek živi sa svojom ženom, Panamkom Bertom Isabelom Aguilera, s kojom ima dva sina. 
Od 1967. – 69. god. je bio gostujući predavač na Kalifornijskom sveučilištu, a 1972. je postao profesor-asistent na Sveučilištu južne Kalifornije, da bi 1974. god. je postao članom Američkog instituta arhitekata (AIA). Od 1979. god. se udružio s arhitektom Kruegerom, s kojim je osnovao ured Gehry & Krueger Inc. i postao je gostujući predavač na Harvardskom postdiplomskom studiju dizajna. Nakon uspjeha na Venecijanskom bienalu 1980., 1987. je postao članom Američke akademije umjetnosti, a 1988. god. profesorom na Sveučilištu Yale.
God. 2006. Sydney Pollack, Gehryjev dugogodišnji prijatelj, snimio je dokumentarac „Skice Franka Gehryja” o životu slavnog arhitekta. U filmu su prikazane brojne Gehryjeve građevine, te intervjui s mnogim slavnim osobama kao što su: Bob Geldof, Dennis Hopper, Charles Jencks, Philip Johnson, Robert Rauschenberg, Edward Ruscha, Julian Schnabel i dr.
Danas uživa status „arhitektonske zvijezde”, premda sam Gehry odbija taj populistički pojam, i jedan je od najpoznatijih, ako ne najpoznatiji arhitekt na svijetu. Također uživa velik financijski uspjeh, usprkos činjenici da su njegovi projekti iznimno skupi i često su znali premašiti inicijalni proračun (poput Koncertne dvorane Walt Disney koja je koštala 174 milijuna $ više, što je dovelo do izvansudske pogodbe).
Od 2011. god. je profesor na Sveučilištu južne Kalifornije (USC) i trenutno se u svijetu gradi više od 20 njegovih projekata.

## Djela
Od 1969. – 73. god. Gehry je izradio seriju namještaja od valovitog kartona za pakiranje, otkrivši da ga presavijanje nekoliko puta u različitim pravcima čini jako dugotrajnim. Ovaj namještaj, koji je on nazvao Easy Edges („Laki rubovi”), je donekle bio zaslužan za njegovu slavu koju je stekao kao arhitekt 1970-ih. U to vrijeme je eksperimentirajući na svojoj kući (Kuća Gehry) s „jeftinim materijalima” poput žice, šperploča i valovitih limova oblikovao svoj dekonstruktivistički stil oblikovanja arhitektonskih konstrukcija u neobičnim kiparskim formama.
Naposljetku je Gehry prešao na kombinaciju snažnih zavojitih formi s masivinim dekonstruktivističkim volumenima. Takve građevine izgledaju kao da eksplodiraju, tope se ili daju utisak izobličenosti. Njegove, obično velike građevine od betona i čelika su oblikovane s posebnom pozornošću na kretanje ljudi kroz nju i kulturni kontekst njezina smještaja.

### Kronološki popis značajnijih djela
- Kuća Gehry, Santa Monica, Kalifornija, SAD (1971. – 78.)
- Santa Monica Place, Santa Monica, Kalifornija, SAD (1980.)
- Akvarij marine Cabrillo, San Pedro, Kalifornija, SAD (1981.)
- Izložbena zgrada Air and Space u Kalifornijskom muzeju znanosti i industrije, Los Angeles Kalifornija, SAD (1984.)
- Muzej dizajna Vitra, Weil am Rhein, Njemačka (1989.)
- Olimpijska riba (skulptura), Barcelona, Španjolska (1992.)
- Muzej umjetnosti Frederick Weisman, Minneapolis, Minnesota, SAD (1993.)
- Plešuća kuća, Prag, Češka Republika (1995.)
- Guggenheimov muzej u Bilbau, Španjolska (1997.)
- Der Neue Zollhof (stambeno naselje), Düsseldorf, Njemačka (1999.)
- Experience Music Project, Seattle, SAD (2000.)
- Zgrada DZ Banke, Berlin, Njemačka (2000.)
- Gehryjev toranj, Hannover, Njemačka (2001.)
- Disneyjeva koncertna dvorana, Los Angeles, SAD (2003.)
- Paviljon Jay Pritzker i pješački most BP, Chicago, Illinois, SAD (2004.)
- Hotel Marqués de Riscal Vineyard, Elciego, Španjolska (2006.)
- Zgrada IAC, New York, SAD (2007.)
- Umjetnička galerija Ontarija, Toronto, Ontario, Kanada (2008.)
- Kampus Novartis Pharma A.G., Basel, Švicarska (2009.)
- Savjetodavni centar Danskog udruženja raka, Aarhus, Danska (2009.)
- Muzej umjetnosti Ohr-O'Keefe, Biloxi, Mississippi, SAD (2010.)
- New York by Gehry, neboder na adresi 8 Spruce Street, New York, SAD (2010.)
- Guggenheim muzej u Abu Dabiju, Abu Dabi, UAE (u izgradnji od 2006.)
- Torre la Sagrera, Barcelona, Španjolska (u izgradnji od 2009.)